# Simulium bricenoi
Simulium bricenoi är en tvåvingeart som beskrevs av Vargas, Palacios och Najera 1946. Simulium bricenoi ingår i släktet Simulium och familjen knott. Inga underarter finns listade i Catalogue of Life.